# Cryptocentrum peruvianum
Cryptocentrum peruvianum är en orkidéart som först beskrevs av Célestin Alfred Cogniaux, och fick sitt nu gällande namn av Charles Schweinfurth. Cryptocentrum peruvianum ingår i släktet Cryptocentrum, och familjen orkidéer.

## Underarter
Arten delas in i följande underarter:
- C. p. dactylinum
- C. p. minus
- C. p. peruvianum